# Runaljod – gap var Ginnunga
Runaljod – gap var Ginnunga (El sonido de las Runas - La brecha fue vasta) es el álbum debut del grupo noruego de folk nórdico Wardruna, fue lanzado en 2009 por Indie Recordings/Fimbulljóð Productions.
El álbum es el primero de la trilogía Runaljod (continúa con los próximos dos álbumes), inspirada en las 24 antiguas runas del Futhark antiguo.
Las letras fueron compuestas por Kvitrafn en noruego, nórdico antiguo y protonórdico. Se usaron varios instrumentos tradicionales nórdicos de percusión y cuerda en la grabación del álbum.

## Lista de canciones
| N.º | Título                                                       | Duración |  |
| 1.  | «Ár var alda» (En días de antaño)                            | 2:19     |  |
| 2.  | «Hagal» (Granizo)                                            | 7:40     |  |
| 3.  | «Bjarkan» (Abedul)                                           | 5:53     |  |
| 4.  | «Løyndomsriss» (Tallado secreto)                             | 3:15     |  |
| 5.  | «Heimta Thurs» (Convocación de gigantes)                     | 4:18     |  |
| 6.  | «Thurs» (Gigantes)                                           | 1:16     |  |
| 7.  | «Jara» (Año)                                                 | 5:02     |  |
| 8.  | «Laukr» (Puerro)                                             | 4:05     |  |
| 9.  | «Kauna» (Úlcera)                                             | 2:34     |  |
| 10. | «Algir - Stien klarnar» (Alce - El camino se está aclarando) | 4:17     |  |
| 11. | «Algir - Tognatale» (Alce - El discurso silencioso)          | 5:39     |  |
| 12. | «Dagr» (Día)                                                 | 5:38     |  |

## Créditos

### Wardruna
- Kvitrafn - voz e instrumentos
- Gaahl - voz
- Lindy Fay Hella - voz
- Hallvard Kleiveland - hardingfele[2]